# Wladimir Pawlowitsch Besobrasow

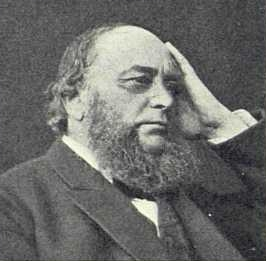
Wladimir Besobrasow

Wladimir Pawlowitsch Besobrasow (russisch Владимир Павлович Безобразов; * 3. Januarjul. / 15. Januar 1828greg. in Wladimir; † 29. Augustjul. / 10. September 1889greg. in Dmitrow) war ein russischer Nationalökonom und 1873 an der Gründung des Institut de Droit international beteiligt.

## Leben
Besobrasow absolvierte seine Ausbildung am Lyzeum Zarskoje Selo in Sankt Petersburg und war anschließend im russischen Finanzministerium tätig. Aufgrund von Veröffentlichungen zur Volkswirtschaftslehre, insbesondere im Bereich der Finanzwissenschaft, wurde er zum Mitglied der Russischen Akademie der Wissenschaften in Sankt Petersburg gewählt. Im September 1873 war er in der belgischen Stadt Gent einer der elf Mitbegründer des Institut de Droit international (Institut für Völkerrecht). Dabei handelt es sich um eine 1904 mit dem Friedensnobelpreis ausgezeichnete und noch heute bestehende Vereinigung, deren Ziel die Weiterentwicklung des internationalen Rechts ist.
Eine Tochter Besobrasows war die Philosophin Marija Besobrasowa.

## Werke (Auswahl)
- Études sur la physiologie sociale. 1857–1859
- De l’influence de la science economique sur la vie de l’Europe moderne. Sankt Petersburg 1867
- Revenus des Mines. Première Partie. Sankt Petersburg 1870
- Exposition artistique et industrielle de Moscou en 1882. Sankt Petersburg 1885
- Études sor l’économie, nationale de la Russie. Sankt Petersburg 1882–1886 (zwei Bände)